# Raumwelle

Abstrahlung einer oberflächennahen Bodenwelle und einer an der Ionosphäre reflektierten Raumwelle

Als Raumwelle wird die sich von einem Sender ausbreitende elektromagnetische Welle bezeichnet, die im Gegensatz zur Bodenwelle nicht der Krümmung der Erdoberfläche folgt, sondern sich geradlinig wie Licht „in dem Raum“ ausbreitet. In einem gewissen Frequenzbereich können sie nach großer Distanz durch Reflexionen an der Ionosphäre wieder zur Erde zurückgelangen. Da die Ionosphäre keine harte reflektierende Oberfläche hat, muss man streng genommen nicht von Reflexion, sondern von Brechung (Refraktion) sprechen.

## Bei Kurzwellen
Im Frequenzbereich der Kurzwellen (3 bis 30 MHz) ist vor allem die Raumwelle von Interesse, weil der Bodenwellenanteil der Kurzwellen nur eine Reichweite von um die 50 km hat. Die Raumwelle ist im Kurzwellenrundfunk von großer Bedeutung (→Reflexion von Kurzwellen an der Ionosphäre). Die Dämpfung ist gering, und zwischen etwa 5 MHz und 30 MHz werden die Raumwellen an der Ionosphäre besonders gut reflektiert und bewegen sich zur Erdoberfläche zurück. Von dort kann das Signal erneut zur Ionosphäre reflektiert werden. Auf diese Weise können die Radiowellen rund um die Erde weltweit empfangen werden. Diese Reflexion kann bei einem magnetischen Sturm so gestört werden, dass die Raumwelle in großer Entfernung nicht mehr beobachtbar ist.
Das Abhören von Rundfunk-Raumwellen war eine beliebte Tätigkeit von „DXern“ und wurde im Kurzwellenrundfunk mit QSL-Karten belohnt.

## Bei Lang- und Mittelwellen
Im Lang- und Mittelwellenbereich spielt die Raumwelle hingegen nur in den Abend- und Nachtstunden eine untergeordnete Rolle, wenn die Wellen nicht mehr von der F1-Schicht der Ionosphäre absorbiert werden und durch die Reflexion in der darüberliegenden F2-Schicht dieselbe Raumwelle wie im Kurzwellenrundfunk entsteht. Durch asynchrone Überlappung von Boden- und Raumwelle können nächtliche Empfangsstörungen auftreten.
Besondere Ausbreitungsbedingungen für Mittelwellen und Kurzwellen ergeben sich während der Zeit der Dämmerung, wenn sich die Raumwelle entlang der über die Erde wandernden Dämmerungszone, der Greyline, gut ausbreiten kann. Dies wird von Funkamateuren gerne für Fernverbindungen („Greyline-DXen“) genutzt.

## Bei Ultrakurzwellen
Raumwellen von UKW-Sendern werden in der Ionosphäre kaum absorbiert und nicht oder nur sehr schlecht reflektiert. Aus diesem Grund können UKW-Sender im Regelfall nur dort empfangen werden, wo die Sendeantenne sichtbar ist (quasioptische Ausbreitung). Bei bestimmten Inversionswetterlagen kann es jedoch Überreichweiten geben. Außerdem können UKW-Wellen an Hindernissen gebeugt werden, und zwar umso mehr, je größer die Wellenlänge ist.